# Pawłówka Nowa (gromada)
Pawłówka Nowa (pod koniec Nowa Pawłówka) – dawna gromada, czyli najmniejsza jednostka podziału terytorialnego Polskiej Rzeczypospolitej Ludowej w latach 1954–1972.
Gromady, z gromadzkimi radami narodowymi (GRN) jako organami władzy najniższego stopnia na wsi, funkcjonowały od reformy reorganizującej administrację wiejską przeprowadzonej jesienią 1954 do momentu ich zniesienia z dniem 1 stycznia 1973, tym samym wypierając organizację gminną w latach 1954–1972.
Gromadę Pawłówka Nowa z siedzibą GRN w Pawłówce Nowej utworzono – jako jedną z 8759 gromad – w powiecie suwalskim w woj. białostockim, na mocy uchwały nr 23/V WRN w Białymstoku z dnia 4 października 1954. W skład jednostki weszły obszary dotychczasowych gromad Pawłówka Nowa, Łanowicze, Malesowizna, Morgi, Okrągłe, Pawłówka Mała, Pawłówka, Podwysokie, Śmieciuchówka, Zarzecze Jeleniewskie i Kruszki ze zniesionej gminy Pawłówka w tymże powiecie. Dla gromady ustalono 12 członków gromadzkiej rady narodowej.
1 stycznia 1958 do gromady Pawłówka Nowa przyłączono wsie Iwaniszki i Łanowicze Małe, kolonię Łanowicze, kolonię Nowiny-Pieńki oraz jezioro Łanowicze i obszar lasów państwowych N-ctwa Puńsk ze zniesionej gromady Blenda.
31 grudnia 1959 do gromady Pawłówka Nowa przyłączono wsie Bachanowo, Blaskowizna, Hańcza, Rutka, Szeszupka, Wodziłki i Przełomka, osadę Wróbel oraz jeziora Hańcza i Bocznel ze zniesionej gromady Jegliniec.
1 stycznia 1969 do gromady Pawłówka Nowa przyłączono wieś Czarnakowizna ze zniesionej gromady Bród Nowy oraz wieś Piecki ze zniesionej gromady Jemieliste.
Gromada przetrwała do końca 1972 roku, czyli do kolejnej reformy gminnej.